# Camponotus bermudezi
Camponotus bermudezi é uma espécie de inseto do gênero Camponotus, pertencente à família Formicidae.